# Histon-lizin metiltransferaza 2A (KMT2A)
Histon-lizin N-metiltransferaza 2A (skraćeno KMT2A) je enzim iz porodice metiltransferaza II. Njegova uloga je prebacivanje metilnih skupina sa S-adenozilmetionina na ε-dušike lizinskih ostataka na histonskim repovima H3 podjedinica. Drugim riječima, metilacija H3K4 podjedinice histona.
Ovaj protein poznat je i pod nazivima acute lymphoblastic leukemia 1 (ALL1), myeloid/lymphoid or mixed-lineage leukemia 1 (MLL1) ili zinc finger protein HRX (HRX).

## Struktura

### Gen
Protein KMT2A kodiran je genom KMT2A koji se nalazi na kromosomu 11q23.3. Sam gen sadrži 37 egzona i evolucijski je očuvan u eukariotima pa se tako može pronaći u raznim životinjama kao što su ribe, ptice, vodozemci i sisavci. Ovaj gen također se može pronaći i u D. melanogaster.

### Protein
KMT2A protein sadrži 3969 aminokiselina i težak je 431764 Da. Cijela struktura samog proteina još uvijek nije poznata, ali je utvrđeno da se protein sastoji od 18 funkcionalnih domena, od kojih je najbitnija SET domena. Akronim „SET“ dolazi od prva tri proteina pronađenih u ovoj domeni KMT2A proteina u D. melanogaster, a to su: Suppressor of variegation 3–9,  Enhancer of  Zeste, Trithorax. SET domena ima glavnu H3K4 metiltransferaznu aktivnost i upravo ona metilira lizinske ostatke. Nakon što ova domena biva procesirana od strane enzima endopeptidaza taspaza 1 na dva fragmenta: MLL-C i MLL-N, oni heterodimeriziraju te vrše funkciju regulaciju genske ekspresije putem svoje metiltransferazne aktivnosti. Jedan lizinski ostatak može biti metiliran od stranih ovih fragmenata maksimalno 3 puta bez promjene naboja. Drugim riječima, moguće su mono-, bi- i trimetilacije jednog lizinskog ostatka. Osim SET domene, poznate su još neke domene KMT2A proteina kao što su: ZF-CxxC domena, bromodomena, PHD domena.
Protein KMT2A može se pronaći u kompleksu sa nekolicinom drugih proteina kao što su ASH2L, RBBP5, WDR5, DPY30 i drugi. Takve komplekse nazivamo COMPASS (eng. COMplex of Proteins ASsociated with Set1). 

## Funkcija
Glavna funkcija KMT2A proteina je regulacija genske ekspresije pomoću posttranslacijskih modifikacija (metilacija). Naime, ovaj protein zaslužan je za metilaciju histona H3 lizina K4, epigenetsku modifikaciju koja služi kao okidač koji omogućuje transkripcijsku aktivaciju mnogih gena važnih posebice tijekom embriogeneze. Osim toga, kao transkripcijski ko-aktivator KMT2A protein također sudjeluje i u ranoj hematopoezi. Glavna funkcija KMT2A proteina, ona regulacije genske ekspresije vršenjem posttranslacijskih modifikacija, najviše se očituje tijekom embriogeneze te potom neurogeneze i hematopoeze, važnim razvojnim procesima u ranim stadijima života. Naime, detaljnim znanstvenim istraživanjima utvrđeno je kako je KMT2A protein ključan za pravilnu ekspresiju HOX gena koji su ključni za pravilan morfološki razvoj embrija odnosno određuju plan građe i smjer razvoja dijelova organizma. Također, važnost ekspresije KMT2A proteina u embriogenezi potkrepljena je činjenicom da je ovaj protein utvrđen prisutnim u čak 27 različitih tkiva, točnije 6 organskih sustava: imunološkom, živčanom, mišićnom, spolnom, probavnom, mokraćnom, dišnom i endokrinom. Nadalje, ispitivanjem na životinjama, točnije miševima, zebricama i D. Melanogaster utvrđeno je kako se ekspresija ovog proteina očituje upravo pretežito na omogućavanju pravilne funkcionalnosti stanica imunološkog sustava (memorijska sposobnost Th2 stanica, sposobnost obnavljanja matičnih stanica, pravilno odvijanje hematopoeze) i onih živčanih kako je KMT2A protein kao regulator genske ekspresije zaslužan i za pravilan razvoj prefrontalnog korteksa, kognitivnih sposobnosti i pamćenja. Iz ovog razloga bilo kakva disfunkcija KMT2A proteina ili ekspresije gena kojim je kodiran, KMT2A, rezultira teškim poremećajima kao što su Wiedemann-Steinerov sindrom, akutna mijeloidna leukemija, neurološki poremećaji kognitivnih sposobnosti i izražaja emocija i drugi. Osim spomenutih glavnih funkcija ovog proteina, važno je i spomenuti i one koje ostvaruje stupanjem u interakciju s drugim proteinima posebice onima CREBBP, HIST14F, ASH2L.

## Povijesni pregled
Istraživanja proteina počela su 1939. godine kada su Schoenheimer i sur. predložili teoriju „dinamičke ravnoteže“ proteina u tijelu, što znači da proteini s kojima je osoba rođena nisu isti kao oni s kojima će umrijeti. 1960-tih godina došlo je do otkrića prisutnosti ε-N-metil-lizina u živih organizama što je navelo znanstvenike da potraže uzrok ovakvom specifičnom postojećem obliku lizina. Ubrzo nakon otkrivena je i protein metilaza I. Godine 1970. Kim i Paik uspjeli su purificirati protein metilazu II iz timusa teleta, a malo kasnije i protein metilazu III. S prolaskom godina i otkrićem novih tehnika, među ostalim i kloniranje gena, znanosti su omogućeni brojni načini za dobivanje velike količine podataka za obradu.

## Metode istraživanja
Neke od metoda kojima se ovaj protein može istraživati su: kromatografija na koloni, masena spektrometrija, HMT ispitivanja, difrakcija X-zrakama…

## Povezane bolesti
Disfunkcija ili translokacija KMT2A gena rezultira teškim poremećajima: Wiedemann-Steinerov sindrom, akutna mijeloidna leukemija, akutna mijeloična leukemija, neurološki poremećaji – nepravilan razvoj prefrontalnog korteksa, nedostatak sinaptičke plastičnosti, radne memorije, kognitivnih sposobnosti, zastoj u govoru.